# Golden Gate (film)
Pour les articles homonymes, voir Golden Gate (homonymie).
Pour plus de détails, voir Fiche technique et Distribution.
Golden Gate ou À l'ombre du Golden Gate au Québec est un film américain réalisé par John Madden et sorti en 1993.

## Synopsis
En 1952, Kevin David Walker est âgé de 22 ans. Promis à un avenir juridique, il s'engage finalement au FBI de San Francisco. Alors que le Maoïsme monte en Chine, le pays est en pleine « Peur rouge ». Kevin est alors chargé d'enquêter dans le quartier de Chinatown pour y débusquer des sympathisants communistes.
Dix ans plus tard, toujours agent fédéral, Kevin est chargé de surveiller Chen Jung Song. Lors d'une course-poursuite, l'homme se suicide en se jetant du Golden Gate. En 1968, Kevin rencontre la belle Marilyn Song, qui n'est autre que la fille de Chen Jung Song.

## Fiche technique
Sauf indication contraire, les informations mentionnées dans cette section peuvent être confirmées par la base de données cinématographiques IMDb,  présente dans la section « Liens externes ».
- Titre original : Golden Gate
- Titre québécois : À l'ombre du Golden Gate
- Réalisation : John Madden
- Scénario : David Henry Hwang (en)
- Musique : Elliot Goldenthal
- Photographie : Bobby Bukowski
- Montage : Sean Barton
- Production : Michael Brandman
- Sociétés de production : American Playhouse Theatrical Films et Across the Bay Productions
- Société de distribution : The Samuel Goldwyn Company (États-Unis)
- Pays de production :  États-Unis
- Genre : policier, drame
- Format : couleur - 1.85:1 - son Dolby Stéréo
- Durée : 91 minutes
- Dates de sortie :
  - Italie : octobre 1993 (MIFED)
  - États-Unis : 28 janvier 1994

## Distribution
- Matt Dillon (V.Q. : Jean-Luc Montminy) : l'agent Kevin David Walker
- Joan Chen (V.Q. : Anne Bédard) : Marilyn Song
- Elizabeth Morehead : la réceptionniste
- Bruno Kirby (V.Q. : Bernard Fortin) : l'agent Ron Pirelli
- Teri Polo (V.Q. : Hélène Lasnier) : Cynthia
- Jack Shearer : le chef du FBI
- Keone Young : Benny Ying
- Tzi Ma (V.Q. : Pierre Auger) : Chen Jung Song
- Cully Fredricksen (en) : l'agent spécial Collins
- Leo Downey (V.Q. : François Cartier) : Snyder
- Theresa Huynh : Marilyn, jeune
- Doreen Foo Croft : Mme Chen
- Peter Murnik : l'agent Byrd
- George Guidall : l'agent Meisner
- Stan Egi : Bradley Ichiyasu

Source et légende : Version québécoise (V.Q.) sur Doublage Québec.

## Production
Le tournage a lieu à San Francisco et à l'université de Californie à Berkeley.